# Jaroslav Bárta
Jaroslav Bárta (* 31. května 1948, Hradec Králové) je český fotograf.

## Život a tvorba
Studoval kameru a uměleckou fotografii na FAMU, kterou absolvoval roku 1973. Pak pracoval jako volný fotograf, v letech 1977–1987 jako fotograf podniku Stavby silnic a železnic a od roku 1988 opět jako volný fotograf. V roce 1990 byl zakladatelem a prvním předsedou Asociace fotografů. V letech 2002–2009 působil jako vedoucí katedry fotografie FAMU, kde nyní zastává funkci interního pedagoga. V sedmdesátých a osmdesátých letech tvořil fotografické cykly detailů a struktur a civilizačního prostředí. V devadesátých letech se významně podílel na projektu Letem českým světem, který srovnává záběry krajiny a městské zástavby s odstupem jednoho století. Bártovy fotografie jsou zastoupeny ve sbírkách Umělecko-průmyslového muzea, Moravské galerie a v zahraničí. Kromě fotografické tvorby se věnuje grafickým návrhům publikací a plakátů, organizuje výstavy a přednáší.

## Výstavy (výběr)
- Ulice (1980)
- Okna (1981)
- Letem českým světem 1898/1998 (1999)

## Publikace (výběr)
- BÁRTA, Jaroslav, a kol. Letem českým světem. Lomnice nad Popelkou: Studio JB, 1999. ISBN 80-900903-6-2.